# پاداوکما
پاداوکما (به لاتین: Padawkema) یک منطقهٔ مسکونی در سری‌لانکا است که در استان جنوبی (سری‌لانکا) واقع شده‌است.